# The Timberland Company

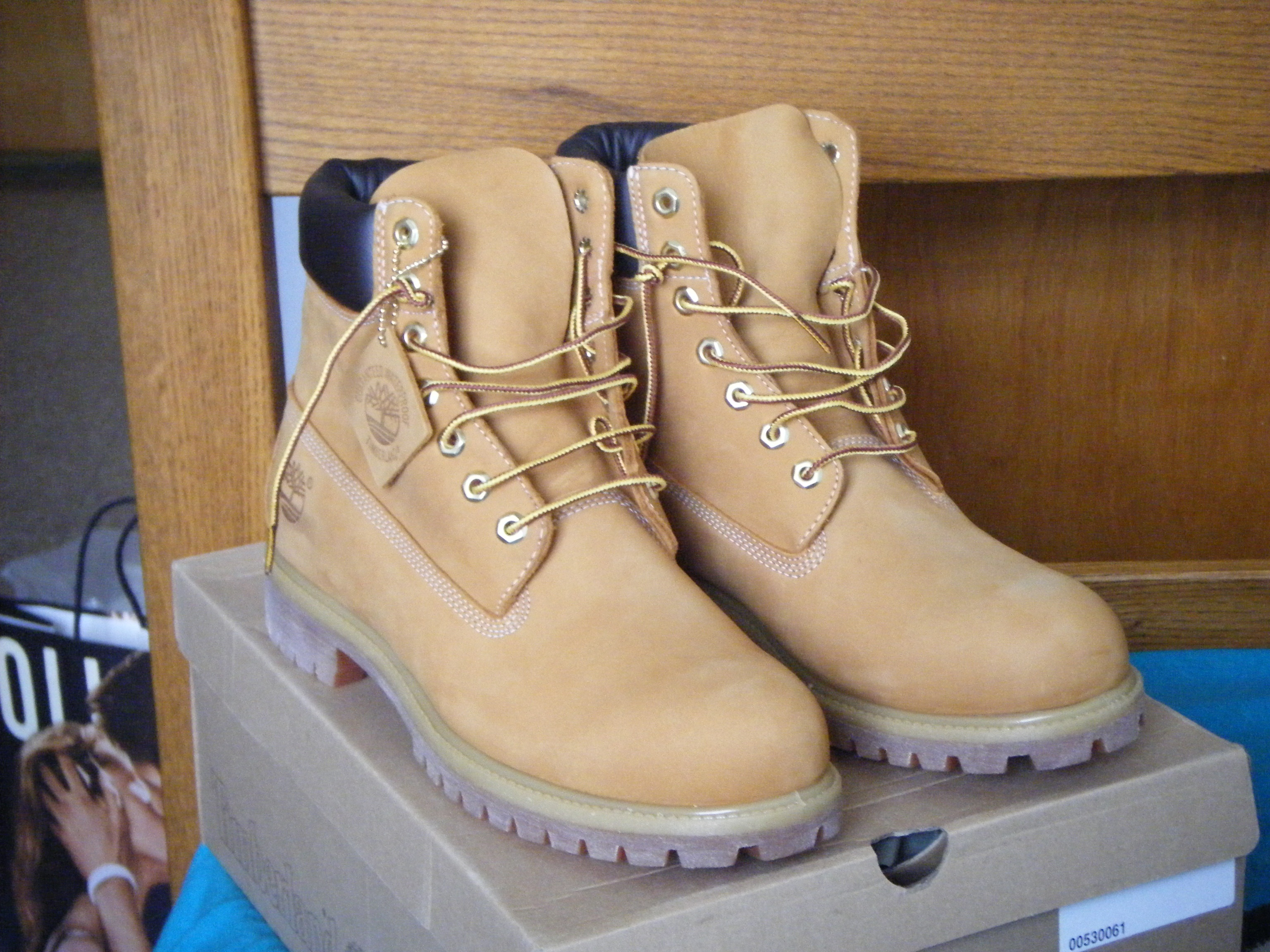
Ботинки марки Timberland

Timberland — американская компания, которая разрабатывает и продаёт верхнюю одежду и обувь.
Основана музыкантом Натаном Шварцом, выходцем из Одессы. В 1952 году Шварц приобрёл 50 % акций небольшой обувной фабрики, простаивавшей в городе Абингтон (штат Массачусетс), а через три года выкупил её полностью. Бизнес был семейным, вместе с Натаном управлением занимались его сыновья Герман и Сидни.
Прорыв в бизнесе случился, когда Шварцы презентовали новую технологию прессования — бесшовного соединения резиновой подошвы с кожаным верхом ботинок, делавшую обувь водонепроницаемой. Прочность ботинок обеспечивали тройные капроновые швы. В 1973 году по этой технологии начался выпуск кожаных ботинок жёлтого цвета с американским дубом на логотипе под вновь созданным брендом Timberland, быстро завоевавших популярность, в том числе и среди любителей туризма, альпинизма и других экстремальных занятий, где водонепроницаемость и прочность обуви особенно важны.
В 1985 году была продана миллионная пара «тимберлендов», а вскоре фирменный магазин бренда впервые открылся за пределами США — в Лондоне. Линейка производимой продукции расширилась, и теперь компания выпускает не только обувь, но и одежду, изделия из кожи и разнообразное туристическое снаряжение.
Рост продаж бренда, случившийся в начале 1990-х, связан с популярностью «тимберлендов» среди представителей хип-хоп-культуры.
В 1998 году президентом компании стал внук основателя — Джеффри Шварц. При нём компания взяла курс на экологичное производство и корпоративную социальную ответственность. Бренд не только использовал антирасистские слоганы («Обуй расизм: надень свои ботинки, окажи влияние», 1993) в рекламных кампаниях, но и финансово поддерживал фонды, помогавшие пострадавшим от дискриминации и расизма по всему миру.
В 2007 году Timberland был назван 78-м лучшим работодателем в США в списке CNN Money «One hundred best companies to work for» (Сто лучших компаний для работы).
В 2011 году компания была продана за 2 млрд долларов американской корпорации VF Corporation.
Штаб-квартира компании находится в городе Стретхэм, Нью-Гемпшир, США. Также офисы Timberland располагаются в разных странах мира. Первый фирменный магазин Timberland в России открылся в 2006 году.